# Thizay (Indre i Loara)
Thizay – miejscowość i gmina we Francji, w Regionie Centralnym, w departamencie Indre i Loara.
Według danych na rok 1990 gminę zamieszkiwało 218 osób, a gęstość zaludnienia wynosiła 32 osoby/km² (wśród 1842 gmin Regionu Centralnego Thizay plasuje się na 921. miejscu pod względem liczby ludności, natomiast pod względem powierzchni na miejscu 1294.).